# Église Saint-Vincent de Faulquemont
Pour les articles homonymes, voir église Saint-Vincent.
L’église Saint-Vincent est une église paroissiale située à Faulquemont, place Monroë. Elle est dédiée à saint Vincent de Saragosse, diacre martyr du IVe siècle.

## Histoire

### L'église Notre-Dame de l'Immaculée Conception, l'ancienne église
Une ancienne église se tenait à l'emplacement de l'actuelle. Elle était dédiée à Notre Dame de l'Immaculée Conception. Il semblerait qu'elle fut construite en 1375, en dehors des murs de l'enceinte du château de Faulquemont et de ses remparts. Elle comprenait six autels et une grande tribune. L'église se délabre très rapidement à cause des guerres, des négligences et de l'indifférence des habitants de Faulquemont et des annexes de la cure. Ces derniers ont du mal à rassembler les fonds nécessaires pour entretenir et restaurer l'église. Les habitants de Faulquemont préféraient la chapelle Saint-Vincent, située hors des murs du bourg. Devenue trop petite et vétuste, Monseigneur Claude de Saint Simon, Évêque de Metz, en prononce l'interdit et ordonne sa reconstruction par les deux décrets du 22 juin 1750 et du 1er mars 1758.

### L'église Saint-Vincent, la nouvelle église

#### La consultation des architectes
La recherche des architectes pour la construction de la nouvelle église paroissiale débute en 1755. L'architecte Leclerc de Saint-Avold propose un devis de 36 000 livres. Sébastien Michel de Nancy, lui, propose un devis de 19 000 livres. Ces deux devis jugés trop élevés furent abandonnés. On fit alors appel à Nicolas Robin de Faulquemont qui prévoit un devis de 17 000 livres. Cette proposition est acceptée.